# Березня (Смоленская область)
Березня — деревня в Глинковском районе Смоленской области России. Население – 0 жителей (2014 год)  .  Расположена в центральной части области  в 14 км к северо-западу от села Глинка,  в 17 км южнее автодороги Р134 «Старая Смоленская дорога» Смоленск — Дорогобуж — Вязьма — Зубцов.  В 7 км южнее деревни железнодорожная станция Добромино на линии Смоленск  - Сухиничи. Входит в состав Доброминского сельского поселения.  

## История
В годы Великой Отечественной войны деревня была оккупирована гитлеровскими войсками в июле 1941 года, освобождена в ходе Ельнинско-Дорогобужской операции в 1943 году. В 1941 году в деревне под руководством капитана Т.Н. Засыпки был организован партизанский отряд..

## Достопримечательности
- Братская могила 3-х партизан , погибших в 1942 году.